# Georges Speicher
Georges Speicher (* París, 8 de junio de 1907 - † Maisons-Laffittee, 24 de enero de 1978). Fue ciclista francés cuyo mayor éxito lo obtuvo en 1933 al lograr la victoria absoluta en el Tour de Francia, prueba en la que en sus distintas participaciones lograría vencer en 9 etapas.

## Palmarés
| 1931 - Critérium des Aiglons, más 1 etapa - 4 etapas del Tour de l'Ouest - 1.º en la París-Arrás 1932 - G.P.Grillon de Foyer en Nantes - 2 etapas del Tour de l'Ouest - 1 etapa del G. P. Wolber 1933 - Campeón Mundial de Ciclismo en Ruta - Tour de Francia, más 3 etapas - Tour de Vaucluse - 3.º en el Campeonato de Francia de ciclismo en ruta - 1 etapa de la París-Niza 1934 - 5 etapas del Tour de Francia | 1935 - Campeón de Francia de ciclismo en ruta - París-Angers - París-Rennes - 1 etapa del Tour de Francia - 1 etapa de la París-Niza 1936 - París-Roubaix - Gran Premio de l'Écho d'Alger 1937 - Campeón de Francia de ciclismo en ruta 1939 - Campeón de Francia de ciclismo en ruta - 1 etapa del Tour de l'Ouest |

## Resultados en las grandes vueltas
| Carrera         | 1930 | 1931 | 1932 | 1933 | 1934 | 1935 | 1936 | 1937 | 1938 | 1939 | 1940 | 1941 | 1942 | 1943 |
| --------------- | ---- | ---- | ---- | ---- | ---- | ---- | ---- | ---- | ---- | ---- | ---- | ---- | ---- | ---- |
| Giro de Italia  | -    | -    | -    | -    | -    | -    | -    | -    | -    | -    | -    | X    | X    | X    |
| Tour de Francia | -    | -    | 10.º | 1.º  | 11.º | 6.º  | Ab.  | Ab.  | Ab.  | -    | X    | X    | X    | X    |
| Vuelta a España | X    | X    | X    | X    | X    | -    | -    | X    | X    | X    | X    | -    | -    | X    |
| Mundial en Ruta | -    | -    | -    | 1.º  | -    | Ab.  | Ab.  | 5.º  | -    | X    | X    | X    | X    | X    |

## Reconocimientos
- En 2002 pasó a formar parte de la Sesión Inaugural del Salón de la Fama de la UCI.[1]